# James Werner Zawinski
James Werner Zawinski noto come Jamie Zawinski o jwz (Pittsburgh, 3 novembre 1968) è un informatico statunitense.

## Biografia
Ha collaborato alla creazione di Netscape Navigator e XEmacs, oltre a essere uno degli sviluppatori principali di XScreenSaver. Attivo nella comunità open source fin dagli anni 1980, è uno dei fondatori di Mozilla, avendone addirittura coniato il nome. È inoltre celebre per la legge di Zawinski che afferma:
Anche nota come "Legge dello Sviluppo del Software", la massima si riferisce all'inserimento della funzionalità di posta elettronica all'interno di Netscape.